# 怨靈

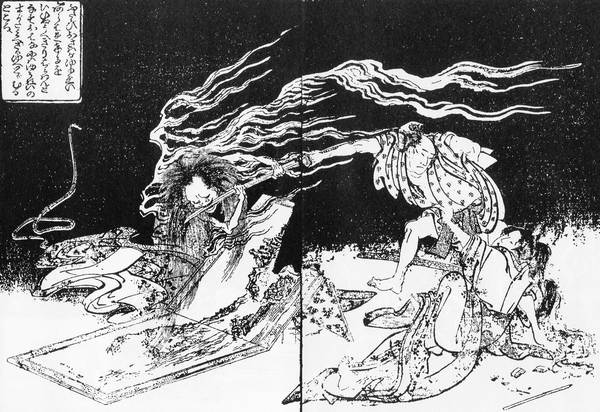
葛飾北齋『近世怪談霜夜星』中登場的怨靈（左）

怨靈（おんりょう）是懷有怨念、憎恨的活人的生靈或死於非命者之在死後出現的死靈。因會帶來災禍，危害生者而受人畏懼。

## 概要
生靈即因怨念、憎恨等激烈的感情，靈魂從肉體遊離。死於非命者則是因戰死、事故死、自殺等原因，在死後出現之靈。怨靈也多單指後者。

### 著名傳承
平安時代的菅原道真、平將門、崇德上皇等，歷史上的政爭、爭亂關連的作祟傳承，近世的江戶時代，鶴屋南北（四世）將記錄田宮家阿岩相關事件的『四谷雜談集』，改編成怪談「東海道四谷怪談」等。
近代的明治時代至第二次世界大戰終戰後，東京大藏省跡地建設臨時廳舍之際，因『首塚』移轉，不斷發生原因不詳的嚴重事故。

#### 著名的怨靈
- 井上內親王（井上皇后）、他戶親王、早良親王（崇道天皇） - 奈良時代末〜平安時代，奉祀在奈良、京都的御靈神社
- 菅原道真（天滿大自在天神／天神） - 平安時代前期，日本三大怨靈，奉祀在京都的北野天滿宮、福岡的太宰府天滿宮等全國的天滿宮
- 平將門 - 平安時代中期，日本三大怨靈，奉祀在築土神社（東京都千代田區）、神田明神（東京都千代田區）等
- 崇德上皇 - 平安時代後期，日本三大怨靈，奉祀在白峰宮（香川縣坂出市）、白峯神宮（京都市上京區）
- 安德天皇、平家一門 - 平安時代末〜鎌倉時代，奉祀在赤間神宮（山口縣下關市）
- 後鳥羽上皇（顯德上皇）、順德上皇 - 鎌倉時代初期，奉祀在鶴岡八幡宮、水無瀨神宮（大阪府島本町）
- 後醍醐上皇 - 鎌倉時代末〜室町時代，奉祀在京都嵯峨野的天龍寺、全國的安國寺利生塔

## 脚注
1. ↑  井之口章次. . 2011-01-29  [2011年1月29日].[]

## 關連項目
- 御靈信仰